# عانوبة دروموندية
عانوبة دروموندية (الاسم العلمي:Rhagodia drummondii) هي نوع من النباتات يتبع جنس العانوبة من الفصيلة القطيفية. سمي هذا النوع نسبةً إلى عالم النبات الأسترالي جيمس دروموند.